# Liga van Augsburg
De Liga van Augsburg was een verbond dat door keizer Leopold I in 1686 tegen koninkrijk Frankrijk werd opgezet teneinde het keurvorstendom Palts te kunnen beschermen. Na het overlijden van keurvorst Karel II van de Palts maakte koning Lodewijk XIV aanspraak op het strategisch gelegen vorstendom in naam van zijn schoonzuster Elisabeth Charlotte van de Palts (Lieselotte van de Palts), hoewel deze opvolging uitdrukkelijk door verdragen werd uitgesloten. Het verbond bestond aanvankelijk uit keizer Leopold I, koning Karel II  van Spanje, koning Karel XI van Zweden, keurvorst Maximiliaan II Emanuel van Beieren en verschillende andere rijkssteden. 
Frankrijk voerde oorlog tegen de Liga van Augsburg in de Negenjarige Oorlog (1688-1697).
In 1689 werd de Liga van Augsburg uitgebreid tot de Grote Alliantie, bij de toetreding van Engeland en de Nederlanden in de persoon van koning-stadhouder Willem III van Oranje. Deze heet in het Duits ook wel de 'Wiener Große Allianz', omdat zij in Wenen bezegeld werd. In 1697 werd de alliantie opgeheven bij de Vrede van Rijswijk.